# Casearia mauritiana
Casearia mauritiana Bosser – gatunek rośliny z rodziny wierzbowatych (Salicaceae Mirb.). Występuje endemicznie w Mauritiusie. 

## Morfologia
PokrójZrzucający liście krzew dorastający do 5–6 m wysokości.
LiścieBlaszka liściowa ma kształt od eliptycznego do jajowatego. Mierzy 5–10 cm długości oraz 3,5–7 cm szerokości, jest karbowana na brzegu, ma zaokrągloną nasadę i karbowany wierzchołek. Ogonek liściowy jest nagi i dorasta do 5–15 mm długości.
KwiatySą zebrane po 3–10 w pęczki, rozwijają się w kątach pędów. Mają 5 działek kielicha o jajowatym kształcie i dorastających do 4 mm długości. Kwiaty mają 7–9 pręcików.